# Sturnella bellicosa
Sturnella bellicosa е вид птица от семейство Трупиалови.

## Разпространение
Видът е разпространен в Еквадор, Перу и Чили.